# Ipomoea cordatotriloba
Ipomoea cordatotriloba är en vindeväxtart som beskrevs av August Wilhelm Dennstedt. Ipomoea cordatotriloba ingår i släktet praktvindor, och familjen vindeväxter. Utöver nominatformen finns också underarten I. c. australis.

## Bildgalleri

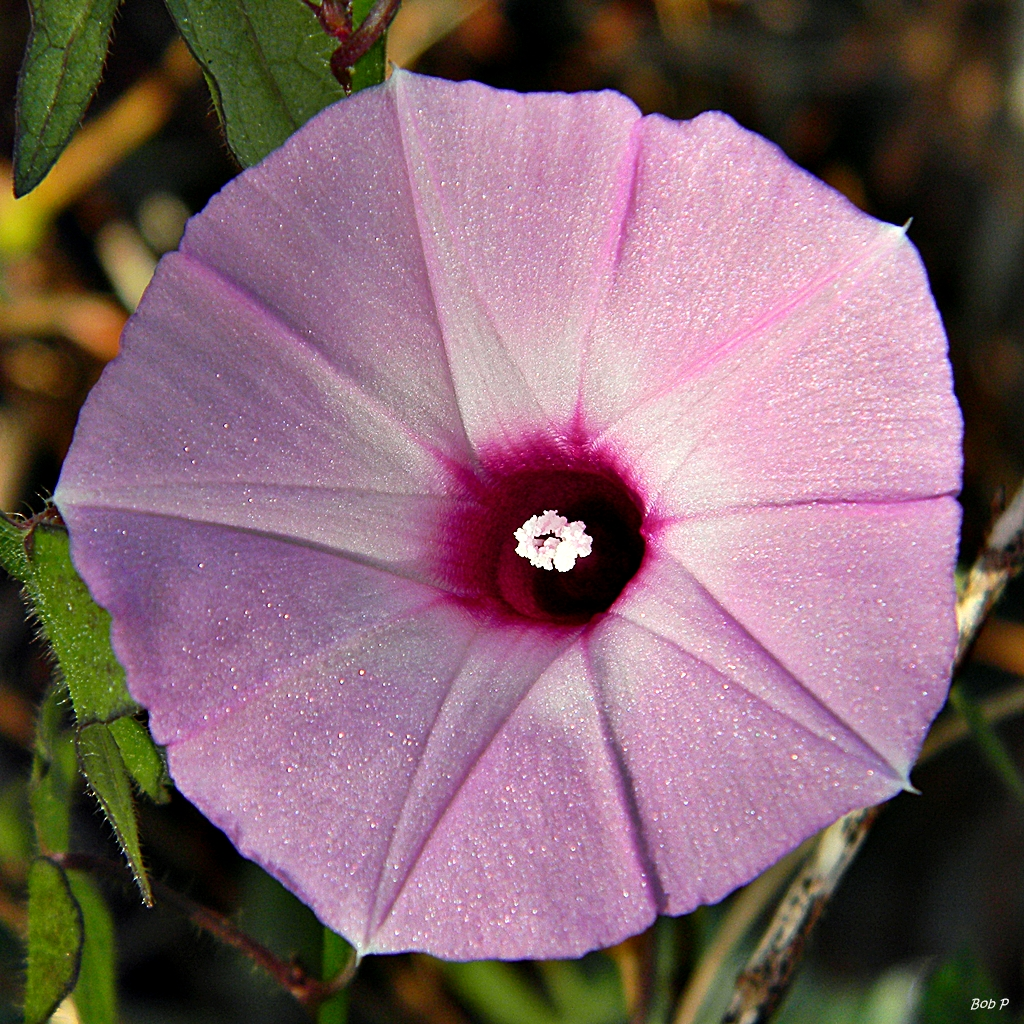
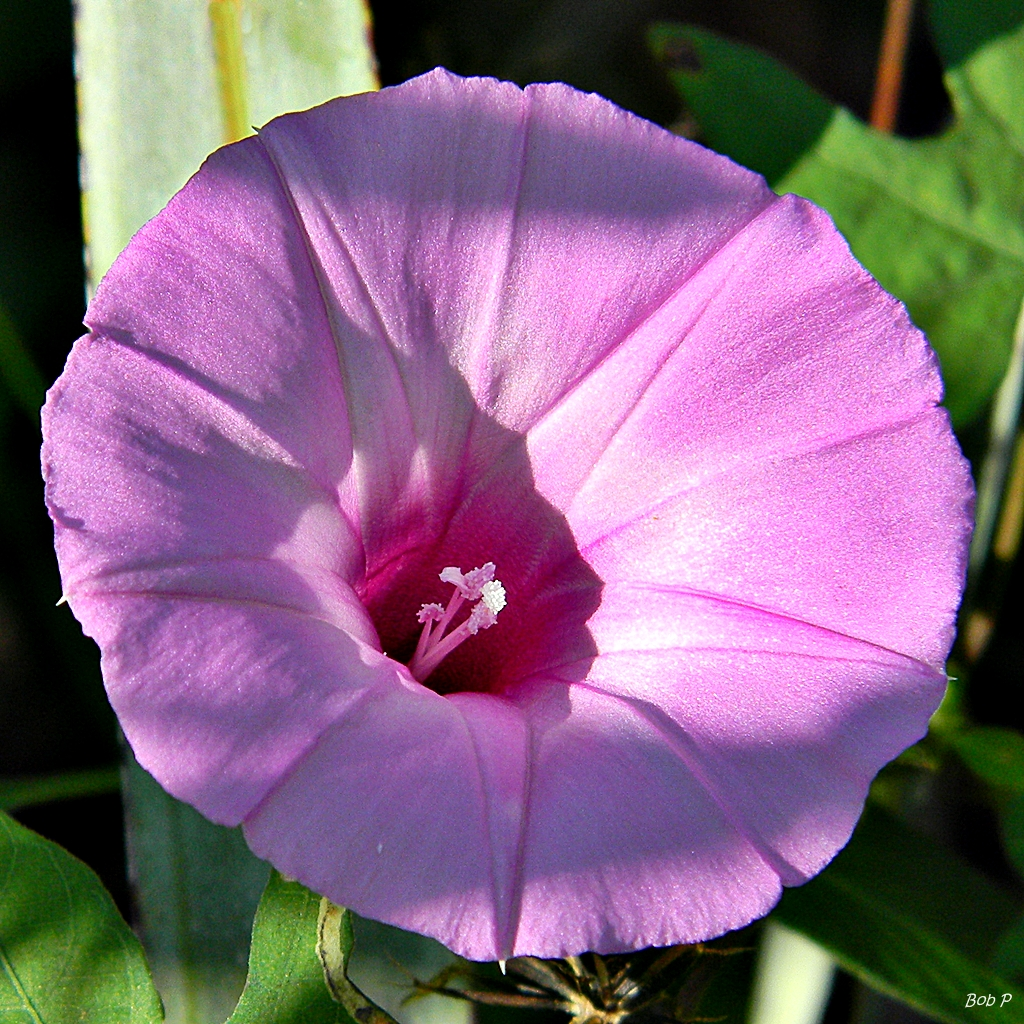
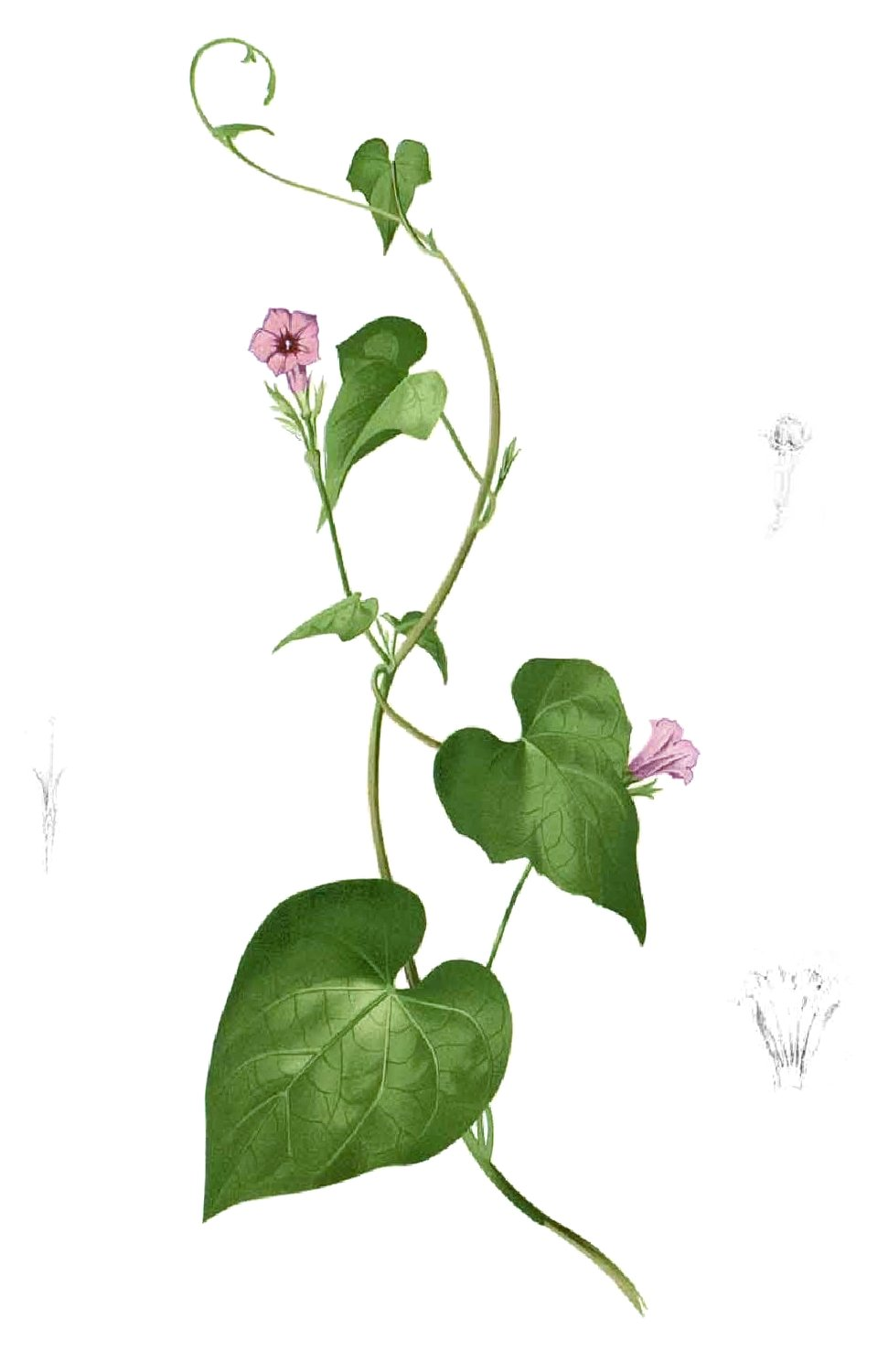
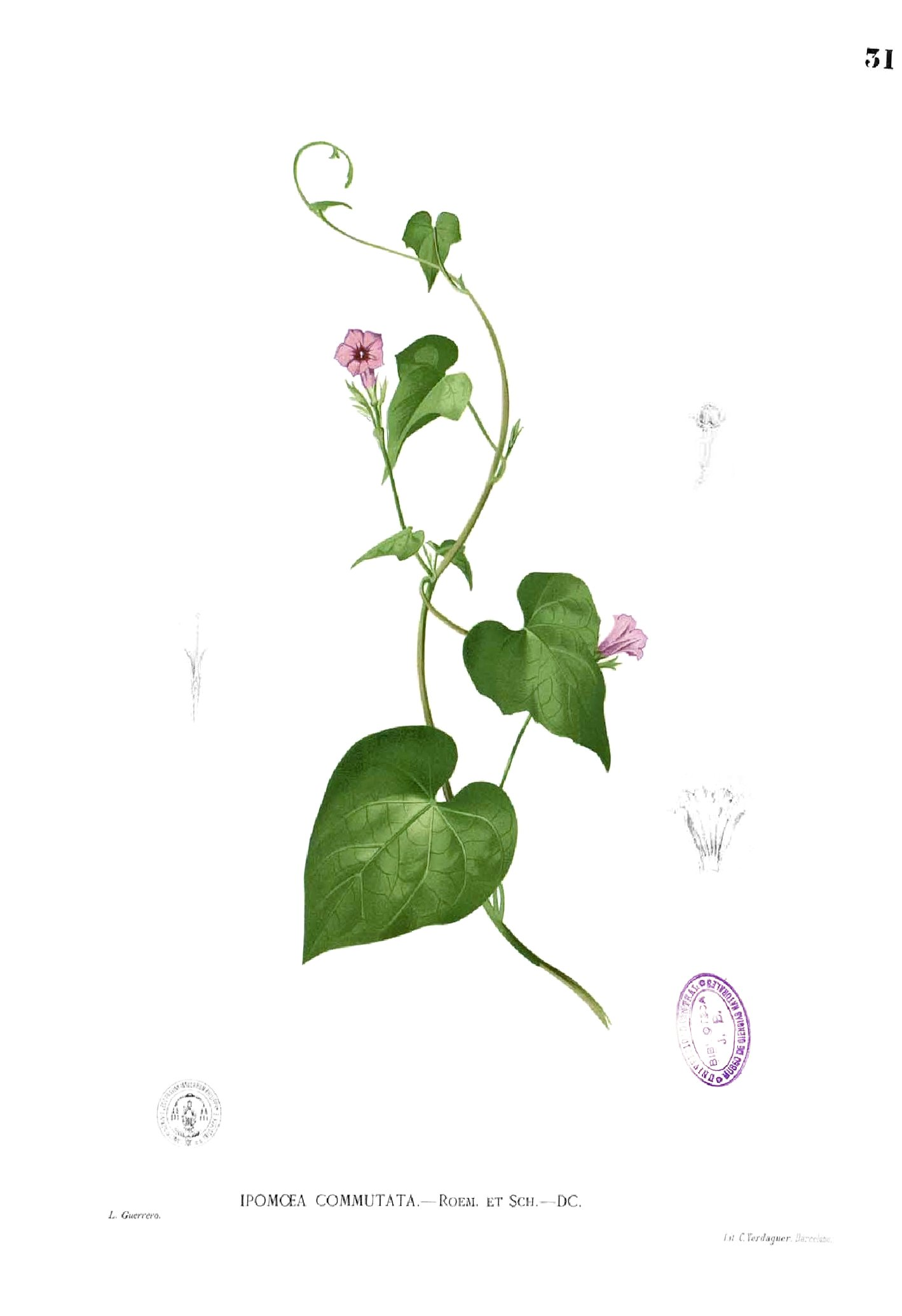